# Campionato mondiale per club FIVB 2017 (femminile)
Il campionato mondiale per club FIVB 2017 si è svolto dal 9 al 14 maggio 2017 a Kōbe, in Giappone: al torneo hanno partecipato otto squadre di club e la vittoria finale è andata per la seconda volta al VakıfBank Spor Kulübü.

## Regolamento

### Formula
Le squadre hanno disputato una prima fase a gironi con formula del girone all'italiana; al termine della prima fase
- Le prime due classificate di ogni girone hanno acceduto alla fase finale per il primo posto, strutturata in semifinali, finale per il terzo posto e finale.
- Le ultime due classificate di ogni girone hanno acceduto alla fase finale per quinto posto, strutturata in semifinali, finale per il settimo posto e finale.

### Criteri di classifica
Se il risultato finale è stato di 3-0 o 3-1 sono stati assegnati 3 punti alla squadra vincente e 0 a quella sconfitta, se il risultato finale è stato di 3-2 sono stati assegnati 2 punti alla squadra vincente e 1 a quella sconfitta.
L'ordine del posizionamento in classifica è stato definito in base a:
- Numero di partite vinte;
- Punti;
- Ratio dei set vinti/persi;
- Ratio dei punti realizzati/subiti;
- Risultati degli scontri diretti.

## Squadre partecipanti
| Squadra           | Qualificazione                              | Ultima partecipazione                  |
| ----------------- | ------------------------------------------- | -------------------------------------- |
| Osasco            | 1ª al Campionato sudamericano per club 2017 | Campionato mondiale per club FIVB 2016 |
| Rio de Janeiro    | Wild card                                   | Campionato mondiale per club FIVB 2016 |
| Hisamitsu Springs | Squadra organizzatrice                      | Campionato mondiale per club FIVB 2016 |
| NEC Red Rockets   | 1ª al campionato asiatico per club 2016     | Campionato mondiale per club FIVB 2016 |
| Dinamo Mosca      | Wild card                                   | Campionato mondiale per club FIVB 2016 |
| Volero Zurigo     | Wild card                                   | Campionato mondiale per club FIVB 2016 |
| Eczacıbaşı        | Wild card                                   | Campionato mondiale per club FIVB 2016 |
| VakıfBank         | 1ª alla CEV Champions League 2016-17        | Campionato mondiale per club FIVB 2016 |

## Torneo

### Fase a gironi
| Girone A          | Girone B        |
| ----------------- | --------------- |
| Rio de Janeiro    | Osasco          |
| Hisamitsu Springs | NEC Red Rockets |
| Dinamo Mosca      | Volero Zurigo   |
| VakıfBank         | Eczacıbaşı      |

#### Girone A

##### Risultati
| 9 maggio 2017 Kōbe Green Arena, Kōbe Durata: 1h:27 - Spettatori: 400    | Dinamo Mosca      | 0 - 3 | VakıfBank         | 22-25, 19-25, 18-25        |
| 9 maggio 2017 Kōbe Green Arena, Kōbe Durata: 1h:42 - Spettatori: 1 100  | Hisamitsu Springs | 1 - 3 | Rio de Janeiro    | 16-25, 25-22, 16-25, 21-25 |
| 10 maggio 2017 Kōbe Green Arena, Kōbe Durata: 1h:40 - Spettatori: 600   | Rio de Janeiro    | 1 - 3 | VakıfBank         | 17-25, 15-25, 25-20, 15-25 |
| 10 maggio 2017 Kōbe Green Arena, Kōbe Durata: 1h:17 - Spettatori: 800   | Hisamitsu Springs | 0 - 3 | Dinamo Mosca      | 9-25, 19-25, 20-25         |
| 12 maggio 2017 Kōbe Green Arena, Kōbe Durata: 2h:05 - Spettatori: 400   | Dinamo Mosca      | 1 - 3 | Rio de Janeiro    | 25-23, 23-25, 23-25        |
| 12 maggio 2017 Kōbe Green Arena, Kōbe Durata: 1h:19 - Spettatori: 3 000 | VakıfBank         | 3 - 0 | Hisamitsu Springs | 25-17, 25-21, 25-22        |

##### Classifica
| Pos | Squadra           | Pt | G | V | P | SV | SP | Ratio | PF  | PS  | Ratio |
| --- | ----------------- | -- | - | - | - | -- | -- | ----- | --- | --- | ----- |
| 1   | VakıfBank         | 9  | 3 | 3 | 0 | 9  | 1  | 9.000 | 245 | 191 | 1.282 |
| 2   | Rio de Janeiro    | 6  | 3 | 2 | 1 | 7  | 5  | 1.400 | 265 | 267 | 0.992 |
| 3   | Dinamo Mosca      | 3  | 3 | 1 | 2 | 4  | 6  | 0.666 | 228 | 221 | 1.031 |
| 4   | Hisamitsu Springs | 0  | 3 | 0 | 3 | 1  | 9  | 0.111 | 186 | 245 | 0.759 |

#### Girone B

##### Risultati
| 9 maggio 2017 Kōbe Green Arena, Kōbe Durata: 1h:33 - Spettatori: 500  | Volero Zurigo   | 3 - 0 | Eczacıbaşı      | 25-22, 25-20, 26-24        |
| 9 maggio 2017 Kōbe Green Arena, Kōbe Durata: 1h:20 - Spettatori: 450  | NEC Red Rockets | 0 - 3 | Osasco          | 11-25, 17-25, 19-25        |
| 10 maggio 2017 Kōbe Green Arena, Kōbe Durata: 1h:42 - Spettatori: 400 | Osasco          | 1 - 3 | Eczacıbaşı      | 21-25, 25-20, 16-25, 13-25 |
| 10 maggio 2017 Kōbe Green Arena, Kōbe Durata: 1h:26 - Spettatori: 600 | NEC Red Rockets | 0 - 3 | Volero Zurigo   | 23-25, 17-25, 24-26        |
| 12 maggio 2017 Kōbe Green Arena, Kōbe Durata: 1h:31 - Spettatori: 500 | Volero Zurigo   | 3 - 0 | Osasco          | 27-25, 25-22, 25-18        |
| 12 maggio 2017 Kōbe Green Arena, Kōbe Durata: 1h:26 - Spettatori: 600 | Eczacıbaşı      | 3 - 0 | NEC Red Rockets | 25-22, 25-22, 25-16        |

##### Classifica
| Pos | Squadra         | Pt | G | V | P | SV | SP | Ratio | PF  | PS  | Ratio |
| --- | --------------- | -- | - | - | - | -- | -- | ----- | --- | --- | ----- |
| 1   | Volero Zurigo   | 9  | 3 | 3 | 0 | 9  | 0  | MAX   | 229 | 195 | 1.174 |
| 2   | Eczacıbaşı      | 6  | 3 | 2 | 1 | 6  | 4  | 1.500 | 236 | 211 | 1.118 |
| 3   | Osasco          | 3  | 3 | 1 | 2 | 4  | 6  | 0.666 | 215 | 219 | 0.981 |
| 4   | NEC Red Rockets | 0  | 3 | 0 | 3 | 0  | 9  | 0.000 | 171 | 226 | 0.756 |

### Fase finale

#### Finali 1º e 3º posto
|  | Semifinali     | Semifinali     | Semifinali     |                |           | Finale             | Finale             | Finale             |  |
|  |                |                |                |                |           |                    |                    |                    |  |
|  | VakıfBank      | VakıfBank      | 3              |                |           |                    |                    |                    |  |
|  | VakıfBank      | VakıfBank      | 3              |                |           |                    |                    |                    |  |
|  | Eczacıbaşı     | Eczacıbaşı     | 1              |                |           |                    |                    |                    |  |
|  | Eczacıbaşı     | Eczacıbaşı     | 1              |                | VakıfBank | VakıfBank          | 3                  |                    |  |
|  |                |                |                |                | VakıfBank | VakıfBank          | 3                  |                    |  |
|  |                |                | Rio de Janeiro | Rio de Janeiro | 0         |                    |                    |                    |  |
|  | Volero Zurigo  | Volero Zurigo  | Rio de Janeiro | Rio de Janeiro | 0         | 1                  |                    |                    |  |
|  | Volero Zurigo  | Volero Zurigo  |                |                |           | 1                  |                    |                    |  |
|  | Rio de Janeiro | Rio de Janeiro | 3              |                |           | Finale 3º/4º posto | Finale 3º/4º posto | Finale 3º/4º posto |  |
|  | Rio de Janeiro | Rio de Janeiro | 3              |                |           |                    |                    |                    |  |
|  |                |                |                |                |           |                    |                    |                    |  |
|  |                |                |                |                |           | Eczacıbaşı         | Eczacıbaşı         | 2                  |  |
|  |                |                |                |                |           | Eczacıbaşı         | Eczacıbaşı         | 2                  |  |
|  |                |                |                |                |           | Volero Zurigo      | Volero Zurigo      | 3                  |  |

##### Semifinali
| 13 maggio 2017 Kōbe Green Arena, Kōbe Durata: 1h:54 - Spettatori: 700 | VakıfBank     | 3 - 1 | Eczacıbaşı     | 25-20, 25-23, 23-25, 25-22 |
| 13 maggio 2017 Kōbe Green Arena, Kōbe Durata: 1h:49 - Spettatori: 650 | Volero Zurigo | 3 - 1 | Rio de Janeiro | 13-25, 16-25, 25-21, 24-26 |

##### Finale 3º posto
| 14 maggio 2017 Kōbe Green Arena, Kōbe Durata: 2h:13 - Spettatori: 1 800 | Eczacıbaşı | 2 - 3 | Volero Zurigo | 22-25, 15-25, 25-22, 25-23, 12-15 |

##### Finale
| 14 maggio 2017 Kōbe Green Arena, Kōbe Durata: 1h:25 - Spettatori: 1 000 | VakıfBank | 3 - 0 | Rio de Janeiro | 25-19, 25-21, 25-21 |

#### Finali 5º e 7º posto
|  | Semifinali        | Semifinali        | Semifinali |        |              | Finale 5º/6º posto | Finale 5º/6º posto | Finale 5º/6º posto |  |
|  |                   |                   |            |        |              |                    |                    |                    |  |
|  | Dinamo Mosca      | Dinamo Mosca      | 3          |        |              |                    |                    |                    |  |
|  | Dinamo Mosca      | Dinamo Mosca      | 3          |        |              |                    |                    |                    |  |
|  | NEC Red Rockets   | NEC Red Rockets   | 1          |        |              |                    |                    |                    |  |
|  | NEC Red Rockets   | NEC Red Rockets   | 1          |        | Dinamo Mosca | Dinamo Mosca       | 3                  |                    |  |
|  |                   |                   |            |        | Dinamo Mosca | Dinamo Mosca       | 3                  |                    |  |
|  |                   |                   | Osasco     | Osasco | 1            |                    |                    |                    |  |
|  | Osasco            | Osasco            | Osasco     | Osasco | 1            | 3                  |                    |                    |  |
|  | Osasco            | Osasco            |            |        |              | 3                  |                    |                    |  |
|  | Hisamitsu Springs | Hisamitsu Springs | 0          |        |              | Finale 7º/8º posto | Finale 7º/8º posto | Finale 7º/8º posto |  |
|  | Hisamitsu Springs | Hisamitsu Springs | 0          |        |              |                    |                    |                    |  |
|  |                   |                   |            |        |              |                    |                    |                    |  |
|  |                   |                   |            |        |              | NEC Red Rockets    | NEC Red Rockets    | 3                  |  |
|  |                   |                   |            |        |              | NEC Red Rockets    | NEC Red Rockets    | 3                  |  |
|  |                   |                   |            |        |              | Hisamitsu Springs  | Hisamitsu Springs  | 0                  |  |

##### Semifinali
| 13 maggio 2017 Kōbe Green Arena, Kōbe Durata: 1h:49 - Spettatori: 750   | Dinamo Mosca | 3 - 1 | NEC Red Rockets   | 25-15, 22-25, 25-15, 25-18 |
| 13 maggio 2017 Kōbe Green Arena, Kōbe Durata: 1h:25 - Spettatori: 1 500 | Osasco       | 3 - 0 | Hisamitsu Springs | 25-20, 25-21, 25-21        |

##### Finale 7º posto
| 14 maggio 2017 Kōbe Green Arena, Kōbe Durata: 1h:23 - Spettatori: 2 400 | NEC Red Rockets | 3 - 0 | Hisamitsu Springs | 25-16, 25-23, 25-22 |

##### Finale 5º posto
| 14 maggio 2017 Kōbe Green Arena, Kōbe Durata: 1h:59 - Spettatori: 600 | Dinamo Mosca | 3 - 1 | Osasco | 22-25, 25-19, 27-25, 25-18 |

## Classifica finale
| Pos | Squadre           |
| --- | ----------------- |
|     | VakıfBank         |
|     | Rio de Janeiro    |
|     | Volero Zurigo     |
| 4   | Eczacıbaşı        |
| 5   | Dinamo Mosca      |
| 6   | Osasco            |
| 7   | NEC Red Rockets   |
| 8   | Hisamitsu Springs |

## Premi individuali
| Premio                 | Nome               | Squadra         |
| ---------------------- | ------------------ | --------------- |
| MVP                    | Zhu Ting           | VakıfBank       |
| Miglior palleggiatrice | Kaname Yamaguchi   | NEC Red Rockets |
| Miglior opposto        | Tijana Bošković    | Eczacıbaşı      |
| Miglior schiacciatrice | Zhu Ting           | VakıfBank       |
| Miglior schiacciatrice | Gabriela Guimarães | Rio de Janeiro  |
| Miglior centrale       | Maja Poljak        | Dinamo Mosca    |
| Miglior centrale       | Kübra Akman        | VakıfBank       |
| Miglior libero         | Silvija Popović    | Volero Zurigo   |